# جغرافيا السنغال

خريطة السنغال حسب تصنيف كوبن للمناخ.

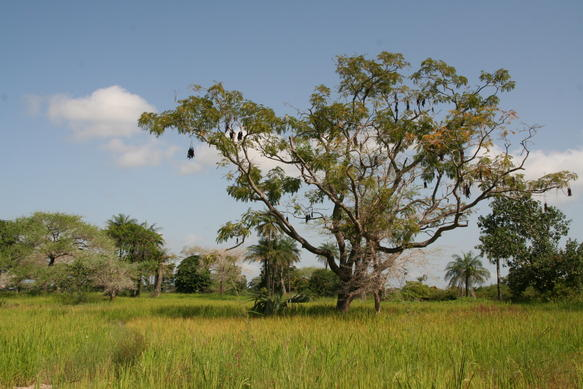
منظر طبيعي كاسامانس.

جغرافياً السنغال دولة أفريقية ساحلية تتميز بمناخ متميِّز صيفًا وشتاءاً، وتقع السنغال في غرب القارة الأفريقية. وهي تقع بين خطي العرض 12° و17° شمالا، وخط الطول 11° و18° غربا.
السنغال محاذية خارجيًا للمحيط الأطلسي من الغرب، وموريتانيا إلى الشمال، ومالي من الشرق، وغينيا وغينيا بيساو إلى الجنوب؛ داخليا يحيط تماما تماما غامبيا، وتحديدا في الشمال والشرق والجنوب، باستثناء ساحل غامبيا القصير المحيط الأطلسي.
ويتألف المشهد السنغالي أساسا من السهول الرملية المتدرجة في الساحل الغربي التي ترتفع إلى سفوح التلال في الجنوب الشرقي. وهنا أيضا وجدت أعلى نقطة في السنغال، على خلاف ذلك ميزة لم يذكر اسمها 2.7 كم جنوب شرق نيبن دياخا في 648 م (2,126 قدم). وتتكون الحدود الشمالية من نهر السنغال؛ وتشمل الأنهار الأخرى نهري غامبيا وكاسَمانس. تقع العاصمة داكار على شبه جزيرة كاب-فيرت، وهي أقصى نقطة في غرب القارة القارية في أفريقيا.

## المناخ

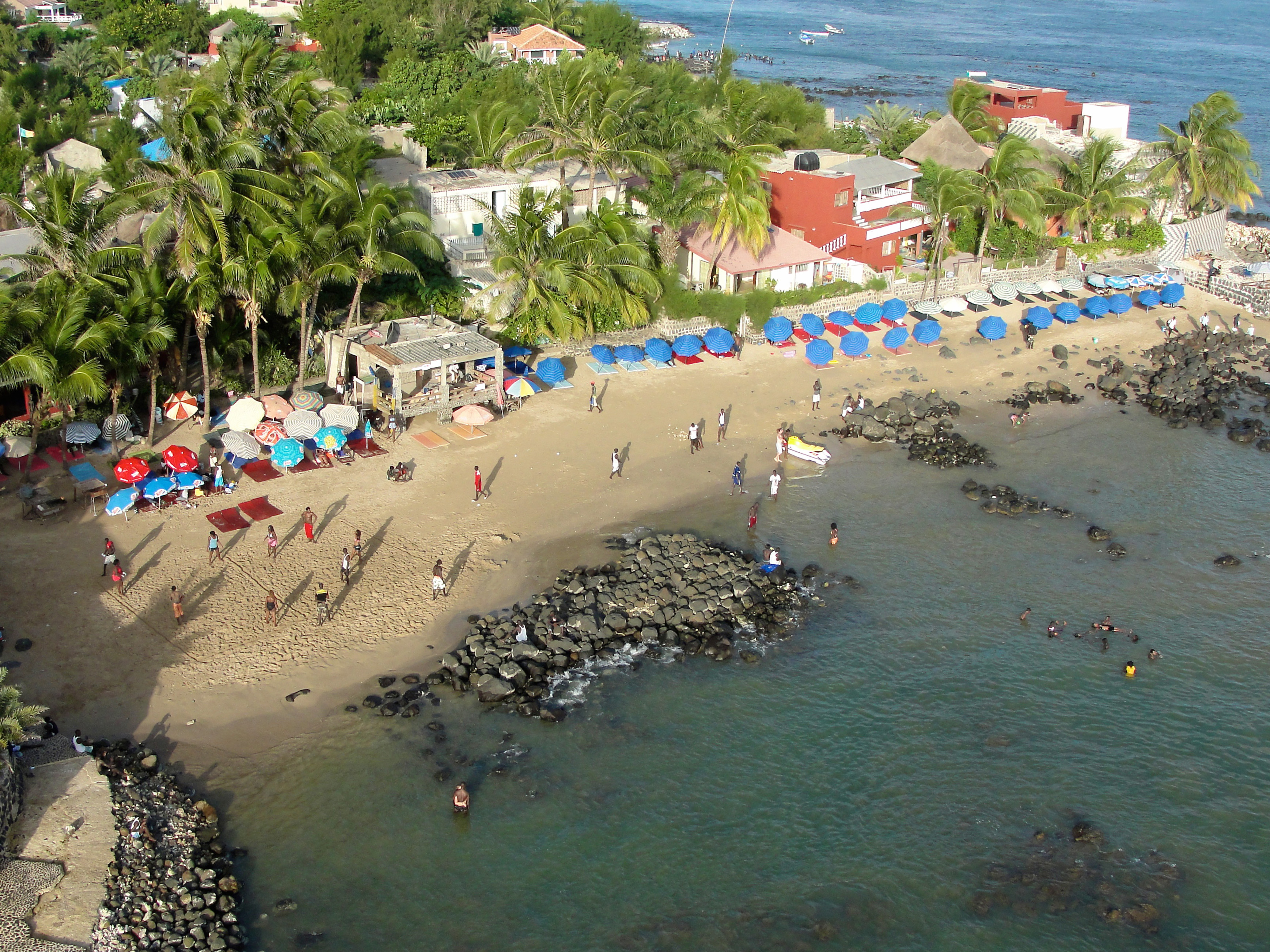
الشاطئ في نغور.

السنغال لديها مناخ استوائي مع حرارة طيبة على مدار العام مع مواسم جافة ورطبة محددة جيدا التي تنتج عن الرياح في شمال شرق الشتاء والرياح الصيفية الجنوبية الغربية. موسم الجفاف (ديسمبر إلى أڤريل) تهيمن عليه الرياح الحارة والجافة والعوامة. وتتراوح معدلات هطول الأمطار السنوية في دكار حوالي 600 مم (24 بوصة) بين جوان وأكتوبر عندما يبلغ متوسط درجات الحرارة القصوى 30 درجة مئوية (86.0 درجة فهرنهايت) والحد الأدنى 24.2 درجة مئوية (75.6 درجة فهرنهايت)؛ ديسمبر إلى فبراير أقصى درجات الحرارة 25.7 درجة مئوية (78.3 درجة فهرنهايت) والحد الأدنى 18 درجة مئوية (64.4 درجة فهرنهايت).
درجات الحرارة الداخلية أعلى من طول الساحل (على سبيل المثال، متوسط درجات الحرارة اليومية في كاولاك وتامباكوندا لشهر مايو هو 30 درجة مئوية (86.0 درجة فهرنهايت) و 32.7 درجة مئوية (90.9 درجة فهرنهايت) على التوالي، بالمقارنة مع داكار 23.2 درجة مئوية (73.8 درجة F)), ويزيد هطول الأمطار بشكل كبير إلى الجنوب، حيث يتجاوز 1500 مم (59.1 بوصة) سنويا في بعض المناطق.
في تامباكوندا في المناطق الداخلية البعيدة، ولا سيما على حدود مالي حيث تبدأ الصحراء، يمكن أن تصل درجات الحرارة إلى 54 درجة مئوية (129.2 درجة فهرنهايت). ويوجد في الجزء الشمالي من البلاد مناخ صحراوي حار قريب، والجزء الأوسط لديه مناخ شبه قاحلة حار، والجزء الجنوبي الجنوبي له مناخ مداري وجاف. والسنغال أساسا بلد مشمس وجاف.